# Jeronimo de Vries (dominee)
Jeronimo de Vries (Amsterdam, 17 juni 1838 – Haarlem, 29 april 1915) was een doopsgezinde dominee, die in zijn tijd enige vermaardheid genoot dankzij de uitgave van een viertal prekenbundels. Daarnaast schreef hij essays en liederen.

## Levensloop
De Vries werd op 17 juni 1838 geboren in Amsterdam als zoon van Gerrit de Vries, makelaar in schilderijen en controleur van de stedelijke belastingen, en Margaretha Cornelia Loeterbagh. Zijn grootvader was de letterkundige Jeronimo de Vries, zijn oom de kantonrechter Jeronimo de Vries.
Aan het Athenaeum Illustre en het Doopsgezind Seminarium werd hij opgeleid tot predikant. Hij studeerde in 1861 af en werkte als dominee in achtereenvolgens Edam, Noordeinde bij Alkmaar, Krommenie, Wormerveer en vanaf 1872 Haarlem. In 1863 trouwde hij met Alida Maria Jarman (1838-1902). 
De Vries was klein van stuk, maar pas na achttien jaar preken in Haarlem vroeg hij of de bodem van de preekstoel wat hoger mocht. Zijn verzoek werd ingewilligd. Klaas Stoffels ontwierp een nieuwe preekstoel. In de jaren 1884-1900 deelde hij het ambt met Jacobus Craandijk.
Naast zijn predikantsambt was De Vries bestuurslid van de Algemeene Doopsgezinde Sociëteit (de overkoepelende organisatie van de doopsgezinde gemeenten), en ook van de Nederlandsche Protestantenbond. Hij was lid van Teylers Tweede Genootschap.
In 1908 ging hij met emeritaat. Hij overleed op 29 april 1915.

## Werken
Naast vier bundels preken publiceerde De Vries tijdens zijn leven een paar boeken met schetsen en essays. In 1934 verscheen postuum de bundel Levend water: Gedachten van Jeronimo de Vries, verzorgd door collega-dominee H. Britzel.
De Vries publiceerde vaak en over zeer uiteenlopende onderwerpen (letterkunde, kunst, geschiedenis, reportages) in het tijdschrift Eigen Haard, waarvan hij tussen 1886 en 1913 redacteur was. Onder veel artikelen staat een ingekorte versie van zijn naam: Jo. de Vries.
Hij genoot tijdens zijn leven een zekere reputatie als dichter, zelfs zodanig dat hij genoemd wordt in het ‘Predikanten-lied’ van Cornelis Paradijs:
Hoor ook pástoor Brouwers' lied!
Ach! het rechte wordt het niet...
Waarlijk, ik voor mij verkies
Nog... Jeronimo de Vries.
Er is echter nooit een bundel met gedichten van Jeronimo de Vries verschenen. Wel zijn liederen van zijn hand opgenomen in de bundel Godsdienstige Liederen van de Nederlandsche Protestantenbond uit 1882. De Vries zat in de redactiecommissie. Een van die liederen is ‘Neen, 'k heb niet vergeefs gebeden’, waarvan het eerste couplet luidt:
Neen, 'k heb niet vergeefs gebeden
Dat Uw milde Vadertrouw
Mij van 't geen ik heb geleden
Liefderijk verlossen zou.
Neen, wanneer ik diep bewogen,
Weenend voor Uw oog verscheen,
Liet Uw eeuwig alvermogen,
Vader! nimmer mij alleen.
Hij schreef ook een cantate ter gelegenheid van het eeuwfeest van de Maatschappij tot Nut van 't Algemeen, die onder leiding van Daniël de Lange op 12 augustus 1884 werd uitgevoerd in het Paleis voor Volksvlijt in Amsterdam.
De Vries verzorgde ook enkele vertalingen. Zo vertaalde hij versjes voor kinderen van Kate Greenaway onder de titel Vroolijk en Oolijk (1882), overigens zonder dat haar naam in het boek vermeld werd.

## Lijst van boeken
Prekenbundels:
- Eerste bundel preeken, H.D. Tjeenk Willink, Haarlem, 1891.
- Tweede bundel preeken, H.D. Tjeenk Willink, Haarlem, 1897.
- Twaalf preeken, H.D. Tjeenk Willink, Haarlem, 1909.
- Tweede twaalftal, H.D. Tjeenk Willink, Haarlem, 1910.

Essays en schetsen:
- Zonnebloemen, H.D. Tjeenk Willink, Haarlem, 1887.
- Zedekundige schetsen en omtrekken, H.D. Tjeenk Willink, Haarlem, 1898.
- Pelgrimages naar oude plekjes en oude tijden, H.D. Tjeenk Willink, Haarlem, 1901.
- Karakterschetsen, H.D. Tjeenk Willink, Haarlem, 1915.
- Levend water: Gedachten van Jeronimo de Vries, H.D. Tjeenk Willink, Haarlem, 1934.